# Alykul Osmonow

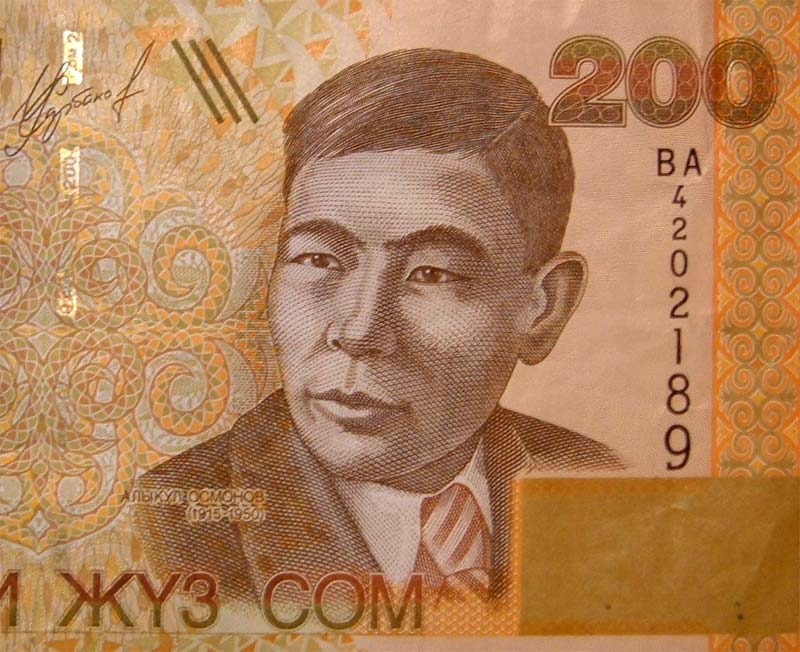
Alykul Osmonow auf einem 200-Som-Geldschein der kirgisischen Währung

Alykul Osmonow (kirgisisch und russisch Алыкул Осмонов; * 21. März 1915 in Kaptal-Aryk, Generalgouvernement Turkestan, heute im Rajon Panfilow, Oblus Tschüi, Kirgisische Republik; † 12. Dezember 1950):5 war ein kirgisischer Dichter, Dramaturg und Übersetzer.

## Leben und Werk

### Jugend und erste Werke
Alykul Osmonow wurde in einer armen Familie im März 1915 in dem Dorf Kaptal-Aryk im Norden des heutigen Kirgisistans geboren. Da er seine Eltern schon sehr früh verlor, verbrachte er von 1925 bis 1928 seine Kindheit in einem Waisenhaus in Pischpek/Frunse (Bischkek).
Im Jahr 1929 schrieb er sich an der pädagogischen Hochschule in Frunse (heute Bischkek) ein. Sein erstes Gedicht Kysyl Schük erschien im Jahr 1930 in der Septemberausgabe der Zeitung Sabattuu bol – das war der Anfang seiner literarischen Tätigkeit.:206 Danach war er in den Redaktionen verschiedener kirgisischer Zeitschriften tätig, engagierte sich in literarischer Arbeit und wurde in den frühen 1930er Jahren als Dichter bekannt.
In der kirgisisch-sowjetischen Literatur der 1930er Jahre konnte er seine poetischen Fähigkeiten noch nicht entfalten, auch wenn er in dieser Zeit schon drei Bücher – Lieder der Dämmerung (1935), Stern der Jugend (1937) und Cholponstan (1937) – veröffentlichte. Das Gedicht Tschapajew (1934), das schnell populär wurde, beschreibt den Eifer der Menschen, für ein neues Leben genauso furchtlos zu kämpfen wie der legendäre Divisionskommandeur in seinem Gedicht. Solche Gedichte sind jedoch in seinen ersten Büchern noch selten. In dem Gedicht Ich selbst beklagte sich der Dichter bitter darüber, dass seine Texte nicht zu den Menschen kamen.

### Die Jahre 1938 bis 1940
Seine erste Freundin Ajdai Schigitaljewa, die er leidenschaftlich liebte, trennte sich 1938 von ihm. Dieses persönliche Drama hat ihn stark für sein weiteres literarisches Schaffen inspiriert. So begann er die Übersetzung des Epos Der Ritter in der Haut des Panthers des georgischen Dichters Schota Rustaweli (1172–1216). Basierend auf Forschungsquellen, hat er die verschiedenen Übersetzungen verglichen und weitere literarische Erfahrungen gemacht. 1939 beendete er seine Arbeit. Es war die erste große Übersetzung in der Geschichte der kirgisisch-sowjetischen Literatur. Er galt damit als Pionier seiner Zeit. Das Buch wurde 1940 veröffentlicht, und in kurzer Zeit wurde er berühmt.:6
Er schrieb aber auch Lyrik, die den Kummer des Dichters widerspiegelte. Osmonow schreibt in seiner Autobiographie: In der Zeit zwischen 1939 und 1940 habe ich wenig geschrieben, aber viel gelesen. Zu dieser Zeit schrieb er ein Buch mit Gedichten – Lyrik, bei der die pessimistischen Gedichte dominierten. 1941 verbrannte er sie jedoch alle. Das Verbrennen seiner Manuskripte war sein persönliches Drama und im Nachhinein ein großer Verlust für heutige Leser von Osmonow. Der kirgisische Schriftsteller Tugelbai Sydykbekow schrieb: Seine Memoiren verbrannte er in Verzweiflung, weil ihm der Verlagslektor öffentlich Volksverhetzung vorwarf, die er in einem der Vierzeiler gefunden habe wollte.:504

### Die ersten Kriegsjahre
Osmonow hat den Zweiten Weltkrieg (dieser wurde von sowjetischer Seite als „Großer Vaterländischer Krieg“ bezeichnet) als ernste Gefahr für das sozialistische Vaterland gesehen. Im Gegensatz zu vielen seiner Kollegen prophezeite er keinen schnellen Sieg und warnte vor der gefährlichen technischen Überlegenheit der Deutschen. Im September und Oktober 1941 schrieb er das Gedicht Es lebe das Herz, es lebe der Geist.
Eine schwere Erkrankung verhinderte seinen Militärdienst in der Roten Armee. Während des Krieges hat er viel gearbeitet: Er schrieb Gedichte über den Krieg und übersetzte Werke wie das Epos Chosrau und Schirin des persischen Dichters Nezāmi (1941) und William Shakespeares Was ihr wollt (1942). Er schrieb die Theaterstücke Tscholponbai, Liebe und Wer ist das? – alle über die Helden des Krieges (1943).:6–7

### Schicksalsjahr 1944
Im Herbst 1944 erlebte Osmonow einen völligen Zusammenbruch im persönlichen Leben: Seine neugeborene Tochter starb, seine Frau verließ ihn, und seine Lungentuberkulose verschlechterte sich schnell. In dieser Zeit hielt er sich oft an den Ufern des Bergsees Yssyk-Köl auf, der ihn sehr inspirierte. Ende November 1944 schrieb er eine Reihe von Gedichten, die später die Grundlage seines berühmten Buches Liebe wurden. Im Winter 1944/45 schrieb Osmonow seine Werke
- Mein Stern,
- Wovon ich mich schäme,
- Schota Rustaweli,
- Schwarzer Schmetterling,
- Natur und Musik.

In den Jahren 1945 und 1946 war er sehr produktiv und schrieb seine besten lyrisch-romantischen Gedichte: Tolubai, Meine Mutter, Mainacht und Liebe. Während seiner Tuberkulose-Behandlung schrieb er im November 1945 sein größtes Gedicht: Von den Toten auferstanden und die Werke Die Erinnerung an mich, Du bist nicht tot, Das russische Volk – mein Bruder und Frunse. Im Jahr 1946 entstanden weitere Gedichte, darunter Sehnsucht, Frau, Vier Jahreszeiten am Yssyk-Köl und Was ist die Erde?.
In dieser Zeit schuf er viele Gedichte: Liebe (1945), Neue Gedichte (1946), Mein Land – das Land der Lieder (1947), Für die Kinder (1947), Neue Gedichte (1949). Außerdem hat Osmonow in diesen Jahren Eugen Onegin von Puschkin, Othello von Shakespeare und Leila und Madschnun von Nawā'i übersetzt und schrieb die Theaterstücke Tod eines Helden (1945), Die zweite Brigade (1947), Rakia (1947), Die silberne Quelle (1949) und andere.
In den späten vierziger Jahren erreichte sein Schaffen den Höhepunkt. Er war zuversichtlich, was seine Fähigkeiten betraf, und träumte von nationaler Anerkennung. Er wollte nicht nur bei seinem Volk bekannt sein, sondern auch in allen anderen sowjetischen Staaten. Er bereitete selbst die Übersetzung für sein erstes Buch ins Russische vor, und beim Abschicken des Manuskripts an die Union der Sowjetischen Schriftsteller wünschte er sich, dass seine Werke von Samuil Marschak, Ilja Selwinski, Vera Swjaginzewa oder S. Lipkin übersetzt werden sollten, alle bekannte Spezialisten für Poesieübersetzungen. Der Herausgeber seines Buches Mein Haus war der berühmte Dichter und Übersetzer Sergei Alexandrowitsch Obradowitsch (1892–1956), mit dem Osmonow eine gute Freundschaft und Geschäftsbeziehungen pflegte. Nachdem es ihm gelungen war, Ende 1949 in Moskau Belegexemplare des Buches Mein Haus zu bekommen, gab er sie an Freunde weiter und sandte eine Kopie an Alexander Alexandrowitsch Fadejew, den damaligen Leiter der Union der Sowjetischen Schriftsteller. Fadejew bemerkte sofort das Talent des kirgisischen Dichters und schlug ihn im Namen der Union der Schriftsteller für den Staatspreis der UdSSR vor.:5 Osmonow starb jedoch 1950 im Alter von 35 Jahren an seiner Lungenerkrankung.

## Bedeutung
Kirgisische Dichter seiner Generation haben nicht nur durch ihre Werke, sondern auch durch ihre öffentliche politische Tätigkeit für ein neues Leben gekämpft. Während dieser Zeit entstand eine neue realistische Poetik. Die Stimmen von Aaly Tokombajew (1904–1988), Mukai Elebajew (1905–1944), Schoomart Bokonbajew (1910–1944), Schusup Turusbjekow (1910–1943) und anderen Dichtern der ersten Generation fanden immer mehr Beachtung.:5
Osmonow gilt heute als einer der größten kirgisischen Dichter.

## Preise und Auszeichnungen
Nach Osmonow wurde 1986 ein Literaturpreis des Schriftstellerverbandes Kirgisiens benannt. Preisträger waren bis jetzt:
- Koschogeldi Kultegin[5]
- Baidylda Sarnogojew[6]
- Kurbanali Sabyrow[7]
- Pamirbek Kasybajew[8]

Osmonow war der erste Schriftsteller, dem der Lenin-Komsomol-Preis der Kirgisischen Republik verliehen wurde (posthum).

## Ausgaben
- Alykul Osmonow: Moi dom (Mein Haus), Moskau 1950.
- Alykul Osmonow: Köl tolkunu. Tandalgan yrlar jana poemalar (Wellen des Sees. Sammlung von Gedichten und Poemen), Frunse 1972.
- Alykul Osmonow: Stichotworenija i poemy (Gedichte und Poeme), Leningrad 1990, ISBN 5-265-00989-2.